# 比嘉姉妹シリーズ
比嘉姉妹シリーズ（ひがしまいシリーズ）は、澤村伊智による日本のホラー小説のシリーズ。2015年からKADOKAWAより刊行が始まり、2024年時点でシリーズ累計発行部数は70万部を突破している。比嘉琴子・真琴の霊能者姉妹や周囲の人間が、怪異に遭遇する様を描く著者の代表作である。
1作目の『ぼぎわんが、来る』は第22回日本ホラー小説大賞、2018年の短編「学校は死の匂い」は第72回日本推理作家協会賞（短編部門）を受賞した。
映画化やコミカライズ化もされている。

## 主な登場人物

### 比嘉姉妹
巫女の姉妹。「姉妹」と称されているが、作中で名前が出ている三人が女性であり、後述する真琴の下にも弟が三人、妹が一人いる。
両親と弟三人(龍也、虎太、肇)、および次女美晴、四女栞は、作中ではすでに故人。
比嘉真琴
高円寺のバー「デラシネ」でアルバイトをしている巫女。シリーズ通してのヒロイン。
部屋の片づけはあまり行き届いていない。『ずうのめ人形』にて、野崎と結婚。
比嘉琴子
真琴の姉で国内最強クラスの霊媒師、巫女。喫煙者。
姉妹の中でも群を抜いて「力」が強く、国内の同業者（僧侶や霊能など）や警視庁高官などにも顔が広いどころか、幽霊・妖怪にも名が知られている。
唯一の肉親である真琴とはしばらく連絡を取っていないが、「力」によってお互いがどんな状況にいるかがある程度わかるという。
比嘉美晴
真琴の姉で琴子の妹。
姉弟の中でも「力」に対するコンプレックスが強く、特に長子である琴子にある種の敵対心を抱いている。
中学三年の時にある事件により帰らぬ人となる。

### その他
野崎昆
オカルト雑誌をメインに仕事にするフリーライターでバツイチで真琴の彼氏。
本名は和浩。職業柄、編集者やライター、カメラマンなどと交流がある。
『ずうのめ人形』にて真琴と結婚する。
辻村ゆかり
料理研究家。彼女の発する言葉には、現実を歪めてしまう力がある

## シリーズ一覧
長編は単行本（のち文庫化）、中短編集は文庫本として刊行される。
ぼぎわんが、来る
- 単行本：2015年10月30日発売、KADOKAWA、ISBN 978-4-04-103556-6
- 文庫本：2018年2月24日発売、角川ホラー文庫、ISBN 978-4-04-106429-0

ずうのめ人形
- 単行本：2016年7月28日発売、KADOKAWA、ISBN 978-4-04-104355-4
- 文庫本：2018年7月24日発売、角川ホラー文庫、ISBN 978-4-04-106768-0

ししりばの家
- 単行本：2017年6月29日発売、KADOKAWA、ISBN 978-4-04-105482-6
- 文庫本：2020年1月23日発売、角川ホラー文庫、ISBN 978-4-04-108543-1

などらきの首（短編集）
- 文庫本：2018年10月24日発売、角川ホラー文庫、ISBN 978-4-04-107322-3

| タイトル               | 初出                         |
| ---------------------- | ---------------------------- |
| ゴカイノカイ           | 『文芸カドカワ』2017年9月号  |
| 学校は死の匂い         | 『小説 野性時代』2018年8月号 |
| 居酒屋脳髄談義         | 『幽 vol.26』2016年12月      |
| 悲鳴                   | 『文芸カドカワ』2018年3月号  |
| ファインダーの向こうに | 『ずうのめ人形』電子書籍特典 |
| などらきの首           | 書き下ろし                   |
ぜんしゅの跫（短編集）
- 文庫本：2021年1月22日発売、角川ホラー文庫、ISBN 978-4-04-109956-8

| タイトル               | 初出                         |
| ---------------------- | ---------------------------- |
| 鏡                     | 『怪と幽 vol.001』2019年4月  |
| わたしの町のレイコさん | 『小説 野性時代』2017年9月号 |
| 鬼のうみたりければ     | 『幽 vol.30』2018年12月      |
| 赤い学生服の女子       | 『怪と幽 vol.004』2020年4月  |
| ぜんしゅの跫           | 書き下ろし                   |
ばくうどの悪夢
- 単行本：2022年11月2日発売、KADOKAWA、ISBN 978-4-04-109878-3

さえづちの眼（中編集）
- 文庫本：2023年3月22日発売、角川ホラー文庫、ISBN 978-4-04-111736-1

| タイトル         | 初出                        |
| ---------------- | --------------------------- |
| あの日の光は今も | 『怪と幽 vol.002』2019年9月 |
| 母と             | 『怪と幽 vol.012』2023年1月 |
| さえづちの眼     | 書き下ろし                  |
すみせごの贄（短編集）
- 文庫本：2024年03月22日発売、角川ホラー文庫、ISBN 978-4-04-113863-2

| タイトル         | 初出                        |
| ---------------- | --------------------------- |
| たなわれしょうき | 『怪と幽 vol.007』2021年5月 |
| 戸栗魅姫の仕事   | 『怪と幽 vol.006』2021年1月 |
| 火曜夕方の客     | 『怪と幽 vol.008』2021年9月 |
| くろがねのわざ   | 『怪と幽 vol.013』2023年5月 |
| とこよだけ       | 『怪と幽 vol.014』2023年9月 |
| すみせごの贄     | 『怪と幽 vol.015』2024年1月 |
書籍未収録作品
- 「百鬼夜行棟」『怪と幽 vol.009』2022年1月
- 「チノカゼ、あるいは怪談の双曲線」『怪と幽 vol.011』2022年9月[16]
- 「受け継がれるもの」『怪と幽 vol.016』2024年4月[17]
- 「かたので駅の怪」『怪と幽 vol.018』2025年1月[18]

## 漫画
- 澤村伊智（原作）・川本貴裕（作画） 『ぼぎわんが、来る』 KADOKAWA〈COMIC BRIDGE〉、全3巻
  1. 2018年12月7日発売[19]、ISBN 978-4-04-065327-3
  2. 2019年6月8日発売[20]、ISBN 978-4-04-065768-4
  3. 2019年12月7日発売[21]、ISBN 978-4-04-064239-0

- 澤村伊智（原案）・片岡人生、近藤一馬（漫画） 『比嘉姉妹』 カドコミ[22]
  - 比嘉姉妹シリーズをアレンジ、再構成したストーリー[23]。2024年5月24日よりカドコミにて連載開始。

  1. 2024年11月7日発売[24]、ISBN 978-4-04-811379-3
  2. 2025年5月7日発売[25]、ISBN 978-4-04-811514-8

## 映画
第1作『ぼぎわんが、来る』が、『来る』のタイトルで2018年12月7日に公開。監督は中島哲也、主演は岡田准一。